# Зид и ружа
„Зид и ружа” је југословенски ТВ филм из 1970. године. Режирао га је Сава Мрмак а сценарио је написао Луис Џон Карлино.

## Улоге
| Глумац               | Улога |
| -------------------- | ----- |
| Фарук Беголи         |       |
| Милутин Бутковић     |       |
| Капиталина Ерић      |       |
| Ксенија Јовановић    |       |
| Михајло Костић Пљака |       |
| Цвијета Месић        |       |
| Васа Пантелић        |       |
| Власта Велисављевић  |       |